# Sandi Toksvig
Sandra Birgitte "Sandi" Toksvig, född 3 maj 1958 i Köpenhamn, är en dansk-brittisk författare, programledare, komiker, skådespelare och radio- och TV-producent. 2016 tog hon över som programledare för QI efter Stephen Fry. Från 2017 till 2020 programledde hon The Great British Bake Off, tillsammans med komikern Noel Fielding.
Toksvig är dotter till TV- och radioprataren Claus Toksvig och växte upp i Afrika och USA. Hon blev utkastad från flera skolor i USA och skickades till en brittisk internatskola. Hon avskydde internatskolan men fortsatte studera och har varit student vid Universitetet i Cambridge. Toksvig grundade partiet Women's Equality Party år 2015.
Hon har skrivit många böcker, både för barn och vuxna, men ingen av dem finns översatt till svenska.